# هنري لاركن
هنري لاركن (بالإنجليزية: Henry Larkin)‏ هو لاعب كرة قاعدة أمريكي، ولد في 12 يناير 1860 في ريدينغ في الولايات المتحدة، وتوفي بنفس المكان في 31 يناير 1942.

## وصلات خارجية
- هنري لاركن على موقعبيزبول رفرنس.كوم (الدوري الرئيسي) (الإنجليزية)
- هنري لاركن على موقعبيزبول رفرنس.كوم (الدوري الثانوي) (الإنجليزية)